# Al-Arabiya
Ne doit pas être confondu avec Al Araby.
Al-Arabiya (en arabe : العربية) est une chaîne d'information saoudienne, en arabe, lancée le 3 mars 2003 par un émir de la famille royale saoudienne, Bandar ben Sultan ben Abdelaziz Al Saoud, ancien ambassadeur du Royaume Saoudien aux États-Unis. La chaîne appartient au groupe MBC et son siège est basé à Riyad en Arabie saoudite. Al Arabiya diffuse des informations en continu sur l’économie, des talk-shows et des programmes sociaux et éducatifs. Dans le monde arabe, la chaîne se classe comme l'une des chaînes les plus regardées après Al Jazeera. Elle emploie quatre cents salariés dont cent-vingt journalistes.

## Historique
Créée en 2002, Al-Arabiya est une chaîne d’informations en continu détenue par le diffuseur saoudien Middle East Broadcasting Center (MBC). Lancée le 3 mars 2003, la chaîne poursuit notamment l’objectif de contrer la ligne critique d’Al Jazeera à l’encontre du royaume saoudien et de sa gouvernance. En 2008, l’ancien directeur d’Al-Arabiya, Abdulrahman al Rashed, déclare que la chaîne travaille à « contrer les tendances violentes et les politiques radicales » avec Al Jazeera dans son viseur.
Le service d’informations en ligne d'Al-Arabiya (alarabiya.net) est lancé en 2004 en arabe. Le site anglophone est lancé en 2007, puis les sites persans et ourdous en 2008. En avril 2004, Abdulrahman Al Rashed prend la direction de la chaine, jusqu’au 22 novembre 2014 où il est remplacé par Adel Al Toraifi.
Le 26 janvier 2009, Obama donne sa première interview en tant que président américain à Al-Arabiya.
En mars 2012, Al-Arabiya lance une nouvelle chaîne de télévision, Al Hadath, centrée sur les informations politiques, leur traitement et leur analyse. La même année, Al-Arabiya diffuse des e-mails provenant du président syrien Bachar el-Assad ayant été piratés par l’opposition syrienne.
Le 22 novembre 2014, le directeur de la chaîne Abdulrahman al Rashed est remplacé par Adel Al Toraifi.
En février 2018, la chaine rend sa licence de diffusion au Royaume-Uni à l’Ofcom. Elle perd ainsi le droit de diffuser au Royaume-Uni et en Europe. Cette décision intervient peu de temps après une amende de 120 000 livres imposée à Al-Arabiya pour non-respect du code de déontologie de l'Ofcom.

## Activités

### Organisation
Al-Arabiya est principalement détenue par la Middle East Broadcasting Center depuis sa création. Faisal J. Abbas est rédacteur en chef d’Al-Arabiya English de 2012 à 2016. Le premier directeur général de la chaîne est l'ancien premier ministre jordanien Salah Qallab. Abdul Rahman al-Rashed occupe le poste de directeur général de 2004 à 2014, avant de démissionner et de siéger à son conseil d’administration. Son adjoint Adel Al Turaifi le remplace à la direction générale. Le président d’Al-Arabiya est Walid bin Ibrahim al Ibrahim, également fondateur de MBC. Grâce aux parts importantes de MBC dans la chaîne saoudienne, Abdulaziz bin Fahd et son oncle maternel Walid bin Ibrahim al Ibrahim ont un pouvoir de décision important au sein d’Al-Arabiya.

### Programmation
Al-Arabiya diffuse en clair des journaux télévisés, des talk-shows et des documentaires. Ses programmes couvrent les nouvelles du monde des affaires, de l’économie, des marchés financiers, et du sport. La chaîne est classée première des médias télévisés panarabes par Middle East audiences.
Programmes :
- Mission Spéciale : le plus ancien programme télévisé (1re diffusion le 19 octobre 2003) toujours diffusé sur la chaîne Al-Arabiya, qui aborde les sujets de société par le biais du journalisme d’investigation ;
- Bilmirsad  : Talk-show socio-politique en direct présenté par Muntaha Al-Ramahi et réunissant des invités de différents horizons pour parler des coulisses de politique, société ou religion ;
- Rawafed : Émission présentée par Ahmad Ali al Zein et proposant une série de documentaires et d’entretiens dédiés au monde de l’art et de la culture ;
- From Iraq : Pŕesenté par Mayssoun Noueihed, ce programme vise à découvrir les réalités de l'intérieur de l'Irak.

### Diffusion
Al-Arabiya est diffusée dans tous les pays du Conseil de coopération du Golfe, du Moyen-Orient, de l’Asie Pacifique, de Asie du Sud-Est et d’Afrique du Nord. Elle diffuse ses programmes en continu et en langue arabe moderne. Ses journalistes sont principalement libanais, le plus souvent de confession chrétienne ou bien saoudiens et affiliés au régime de Riyad. Al-Arabiya est fondée dans le but de concurrencer directement la chaîne qatarie Al Jazeera opposée au royaume saoudien. Cette concurrence témoigne aussi de la coexistence de deux visions arabes dans la région moyen-orientale,.

## Positions éditoriales
En novembre 2004, Al-Arabiya est interdite de reportage en Irak par le gouvernement intérimaire du pays après avoir diffusé une bande sonore prétendument faite par le président irakien déchu Saddam Hussein. En décembre 2006, trois reporters d'Al-Arabiya sont enlevés et tués alors qu'ils couvraient l'attentat à la bombe d'une mosquée à Samarra en Irak.
En septembre 2008, l'Iran expulse le chef du bureau de Téhéran d'Al-Arabiya, Hassan Fahs, qui déclare avoir reçu des menaces directes d'arrestation et de meurtre de la part de hauts responsables iraniens. En juin 2009, le gouvernement iranien ordonne la fermeture pendant une semaine du bureau d'Al-Arabiya à Téhéran pour "reportage injuste" de l'élection présidentielle iranienne. Sept jours plus tard, le bureau du réseau est fermé indéfiniment par le gouvernement.
En 2010, un attentat à la voiture piégée vise les locaux d’Al-Arabiya à Bagdad. En 2012, le correspondant en Asie d'Al-Arabiya, Bakir Atyani, est enlevé aux Philippines par une milice armée. Il est libéré après dix-huit mois de rétention. La même année, les journalistes correspondants au Yémen d’Al-Arabiya se voient confisquer leur matériel d’émission par les autorités yéménites.
La chaîne Al-Arabiya présente en 2020 « l’accord du siècle » dévoilé par Donald Trump et Benjamin Nétanyahou comme un « plan de paix ».